# Mettinhal, Kushtagi
Mettinhal là một làng thuộc tehsil Kushtagi, huyện Koppal, bang Karnataka, Ấn Độ.